# Bodo Morawe
Bodo Morawe (* 1938) ist ein deutscher Germanist, Romanist, Philosoph, Historiker, Rundfunk-Korrespondent und Autor.

## Leben und Wirken
Er promovierte an der Christian-Albrechts-Universität zu Kiel und war zwischen 1970 und 2002 für den Westdeutschen Rundfunk (WDR), den Norddeutschen Rundfunk (NDR) und den Hessischen Rundfunk (hr) als Frankreich-Korrespondent tätig. Er lebt in L’Étang-la-Ville (Département Yvelines, Île-de-France) vor den Toren der französischen Hauptstadt.

## Mitgliedschaften (Auswahl)
- Forum Vormärz Forschung e. V.[5]

## Werke (Auswahl)
- (Hrsg.): Goethe, Johann Wolfgang von: Briefe und Briefe an Goethe. C. H. Beck. München 1988. ISBN 978-3-15-002002-9.
- Heines "Französische Zustände": Über die Fortschritte des Republikanismus und die anmarschierende Weltliteratur. Carl Winter Verlag 1997. ISBN 978-3-8253-0526-0.
- Aktiver Streik in Frankreich oder Klassenkampf bei LIP. Rowohlt. Hamburg 1982. ISBN 978-3-89528-850-0.
- Unglaubensgenosse Heine. Religionskritik, Immanenzdenken und radikale Aufklärung. In: Vormärz-Studien, Band XIV: Der nahe Spiegel. Vormärz und Aufklärung. Aisthesis Verlag. Bielefeld 2008. ISBN 978-3-89528-675-9.
- Faszinosum Saint-Just: Zur programmatischen Bedeutung der Konventsrede in "Dantons Tod" von Georg Büchner. Aisthesis Verlag. Bielefeld 2012. ISBN 978-3-89528-850-0.
- Citoyen Heine. Das Pariser Werk. Band 1: Der republikanische Schriftsteller. Aisthesis Verlag. Bielefeld 2012. ISBN 978-3-89528-766-4.
- Citoyen Heine. Das Pariser Werk. Band 2: Poetik, Programmatik, Hermeneutik. Aisthesis Verlag. Bielefeld 2012. ISBN 978-3-89528-775-6.
- Bonjour Citoyen! Georg Büchner und der französische Republikanismus der 1830er Jahre. In: Vormärz-Studien. Band 22: Georg Büchner und das 19. Jahrhundert. Aisthesis Verlag. Bielefeld 2012. ISBN 978-3-89528-925-5.
- „Dieß ist der Krieg zwischen Arm und Reich“. Der erste Aufstand der Seidenweber in Lyon im Spiegel der republikanischen Presse von Straßburg. In: Vormärz-Studien. Band 22: Georg Büchner und das 19. Jahrhundert. Aisthesis Verlag. Bielefeld 2012. ISBN 978-3-89528-925-5.
- mit Ariane Martin: Dichter der Immanenz: Vier Studien zu Georg Büchner. Aisthesis Verlag. Bielefeld 2013. ISBN 978-3-89528-950-7.